# Pieter Lodewijk Muller

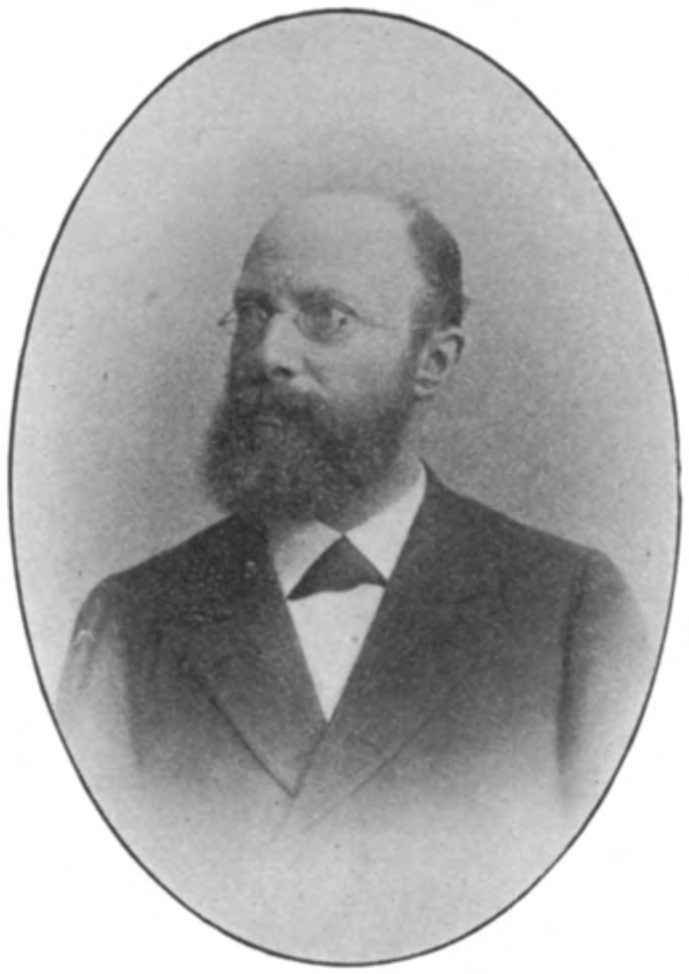
Peter Lodewijk Muller

Pieter Lodewijk Muller (Koog aan de Zaan, 9 november 1842 – Gardone Riviera, 25 december 1904) was een Nederlands historicus, gespecialiseerd in de geschiedenis van de Gouden Eeuw.

## Leven
Muller was de kleinzoon en zoon van doopsgezinde predikanten. Zijn moeder overleed toen hij twee jaar oud was. Hij studeerde letteren en geschiedenis aan de Universiteit Leiden, waar hij in 1867 promoveerde onder Robert Fruin met een dissertatie over Geschiedenis der regeering in de nader geunieerde provincien 1579−85. Na zijn studie voerde hij nog archiefstudies uit in onder andere Brussel en Berlijn. Terug In Nederland was hij aanvankelijk een poosje leraar geschiedenis en aardrijkskunde aan een Leids gymnasium, om in 1878 tot hoogleraar algemene en vaderlandse geschiedenis te worden benoemd aan de Rijksuniversiteit Groningen. In 1883 aanvaardde hij het hoogleraarschap algemene geschiedenis bij zijn alma mater te Leiden. In 1902 openbaarde zich bij hem een longziekte, waaraan hij op kerstdag 1904 te Italië overleed, aan het Gardameer, 62 jaar oud.

## Werk

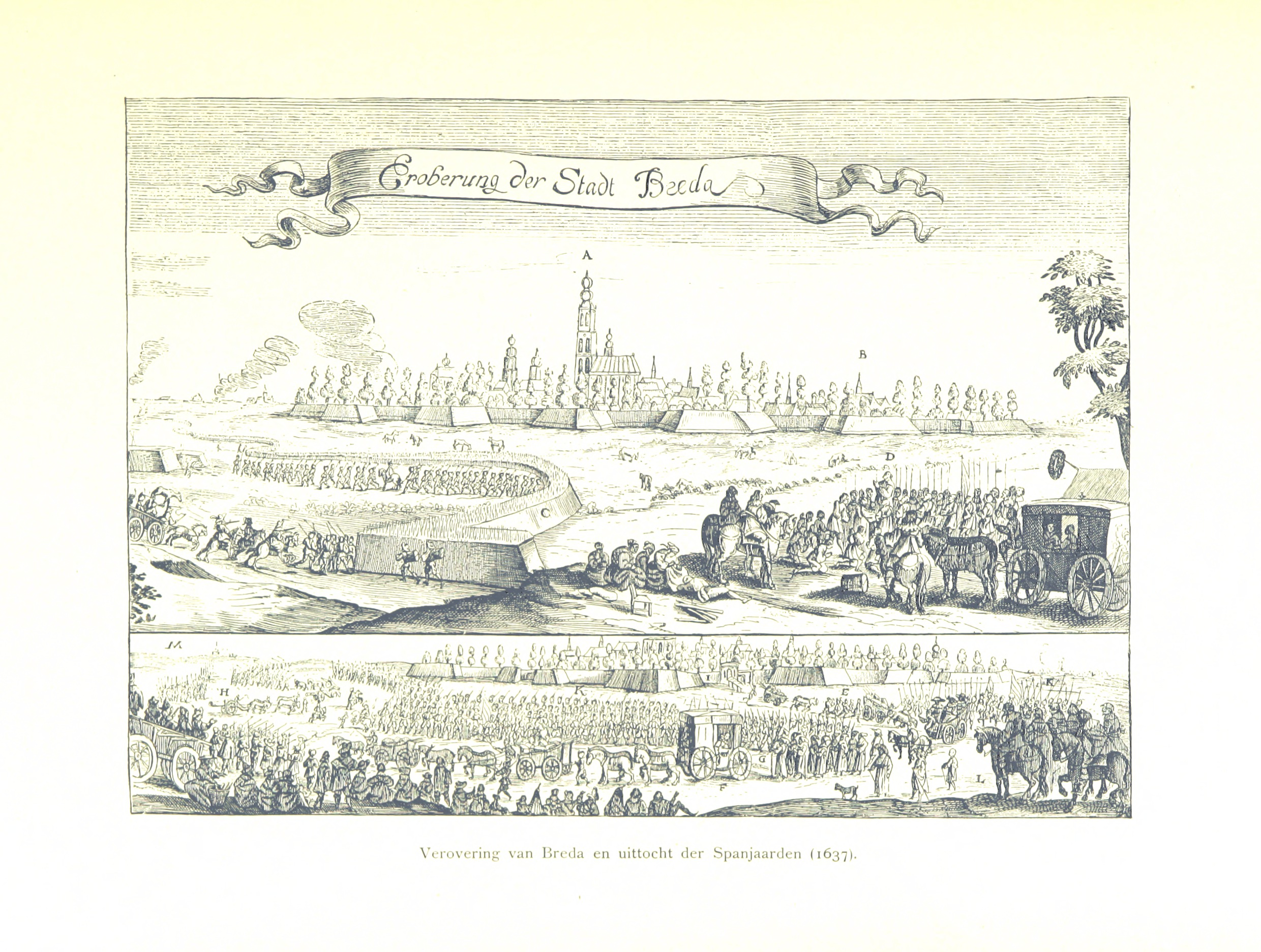
Illustratie uit Onze Gouden Eeuw door J.H.W. Unger: verovering van Breda

Als historicus was Muller gespecialiseerd in de "vaderlandse" geschiedenis van de zeventiende eeuw, alsook de eerste periode van de Tachtigjarige Oorlog. Hij schreef hierover een groot aantal standaardwerken. Het meest bekend werd hij door Onze gouden eeuw: de republiek der Vereenigde Nederlanden in haar bloeitijd geschetst (1896-98, vier delen in drie banden), waarin hij naast staatkundige- ook economische- en cultuurhistorische aspecten belicht. Nadat zijn uitgever dit werk vanaf de tweede oplage kortweg de titel Onze gouden eeuw meegaf, stond Muller te boek als degene die de term 'Gouden Eeuw' duurzaam introduceerde voor het betreffende tijdsgewricht in de Nederlandse geschiedenis.